# Fraccionamiento Carmelitas Dos
Fraccionamiento Carmelitas Dos är en ort i Mexiko.   Den ligger i kommunen Irapuato och delstaten Guanajuato, i den centrala delen av landet, 270 km nordväst om huvudstaden Mexico City. Fraccionamiento Carmelitas Dos ligger 1 715 meter över havet och antalet invånare är 110.
Terrängen runt Fraccionamiento Carmelitas Dos är huvudsakligen platt, men åt nordväst är den kuperad. Runt Fraccionamiento Carmelitas Dos är det tätbefolkat, med 257 invånare per kvadratkilometer. Närmaste större samhälle är Irapuato, 4,0 km norr om Fraccionamiento Carmelitas Dos. Trakten runt Fraccionamiento Carmelitas Dos består till största delen av jordbruksmark.